# 에벌린 글레니
에벌린 글레니 여사(Dame Evelyn Elizabeth Ann Glennie, CH, DBE, 1965년 7월 19일 ~ )는 스코틀랜드의 타악기 연주자이다.
애버딘에서 태어났으며, 아버지 허버트 아서 글레니(Herbert Arthur Glennie)는 아코디언 연주자였다.
8살 때부터의 청각 장애로 12살에 완전히 청각을 잃으면서도, 영국 왕립음악원(RAM)을 졸업하고 세계 유수의 퍼커셔니스트로 활약하였다.
그래미상을 2회 받았으며, 2015년 폴라음악상 수상자로 선정되었다.

## 내한 공연
2016년 한국을 방문해 3월 25일 KBS교향악단 제704회 정기연주회에서 조지프 슈완트너(Joseph Schwantner)의 《타악기 협주곡》(Concerto for Percussion and Orchestra)을 협연했다.

## 서훈
- 1993년 대영 제국 훈장 4등급(OBE)[5]
- 2007년 대영 제국 훈장 2등급(DBE, 작위급 훈장)[6]
- 2017년 컴패니언 오브 아너(CH; Member of the Order of the Companions of Honour)[7]

## 주해
1. ↑  제31회 Best Chamber Music Performance 부문, 제56회 Best Classical Instrumental Solo 부문